# Шахта «5/6»
Шахта «5/6» — історична вугільна шахта на українському Донбасі. Розташована на півдні міста Мирноград.

## Загальний опис
Шахта «5/6» входить до ДП «Мирноградвугілля». Розташована у місті Мирнограді (до 2016 — Димитров).
Стала до ладу у 1916 р., мала назву «Гродівський рудник». У 1934 році шахті № 5 — 6 («Гродівський рудник») було присвоєно ім'я Георгія Димитрова, болгарського політичного діяча.
Після реконструкції у 1983 р проектна потужність шахти — 976 тис.т вугілля на рік.
Фактичний видобуток 1908/843/600 т/добу (1990/1999/2001). У 2003 р. видобуто 637 тис.т вугілля.
Максимальна глибина 838/844 м (1990/1999).
Шахтне поле розкрите 7 вертикальними стволами і капітальними квершлаґами.
У 1990/1999 р. розроблялися пласти сер. потужністю (0,89-1,22)/(1,04-2,0) м, кути падіння 9-12о.
Шахта надкатегорійна за метаном, небезпечна по вибуху вугільного пилу.
Обладнання: комплекси МК-88; 3КД-90Т; 1ГПКС-01.
Кількість працюючих (підземних) 2263/1291 чол. (1990/1999).
Адреса: 85320, вул. Гірнична, 2, м.Мирноград, Донецької обл.

## Відомі шахтарі
- На шахті працював Бридько Іван Іванович (1905—1980) — відомий гірничий інженер, двічі Героя Соціалістичної Праці, ініціатор впровадження виробничого циклу видобутку вугілля.

## Відзначення 100-річного ювілею
Святкування 100-річного ювілею шахти відбулося 25 серпня 2016 року в клубі ім. Воровського. Окрім підбиття підсумків та історичного екскурсу відбувся святковий концерт і глядачі подивилися прем'єру хронікально-документального фільму, створеного працівниками шахти за матеріалами кіностудії ім. Олександра Довженка. Кращих гірників колективу шахти імені Димитрова за сумлінну працю і високий професіоналізм, а також в ознаменування сторіччя підприємства відзначили численними нагородами. У тому числі — нагрудними знаками «Шахтарська слава» і «Шахтарська доблесть», почесними грамотами, занесенням на дошку пошани і грошовими преміями.